# Ne vois-tu pas?
"Ne vois-tu pas? " ("Não vês?/Não enxergas?") foi a canção que representou a Suíça no Festival Eurovisão da Canção 1966 que se realizou no Luxemburgo.
Foi interpretada em francês por Madeleine Pascal. Foi a décima-segunda canção a ser interpretada na noite do festival, depois da canção espanhola "Yo soy aquél" e interpretada por Raphael e antes da canção monegasca "Bien plus fort", cantada por Tereza Kesovija. Terminou a competição em sexto lugar (entre 18 países participantes), recebendo um total de 12 pontos. No ano seguinte, em 1967, a Suíça fez-se representar com o tema   "Quel cœur vas-tu briser?", interpretada por Géraldine.

## Autores
A canção tinha letra de Roland Schweizer, música de Pierre Brenner e foi orquestrada por Jean Roderes.

## Letra
A canção é uma balada, com Pascal perguntando ao seu amante se ele não consegue ver/enxerga que ela está mais velha (já não é uma criança), o seu coração amadureceu e que está apaixonada por ele.

## Fonte e ligações externas
- «Página Oficial Eurovisão da Canção, história por ano, 1966»
- «Letra e outras informações de "Ne vois-tu pas?"»

 "Ne vois-tu pas?, canção da Suíça no Festival Eurovisão da Canção 1966